# چرچر (مشگین‌شهر)
چرچر یک روستا در ایران است که در دهستان ارشق غربی واقع شده‌است. چرچر ۵۱ نفر جمعیت دارد.